# Goodwill Games 1998/Eiskunstlauf
Bei den Goodwill Games 1998 wurden vom 29. Juli bis 1. August 1998 vier Wettbewerbe im Eiskunstlauf ausgetragen.

## Herren
| Platz | Name                    | Nation                 | Punkte | KP  | K   |
| ----- | ----------------------- | ---------------------- | ------ | --- | --- |
| 1     | Todd Eldredge           | Vereinigte Staaten     | 01,5   | 0,5 | 1,0 |
| 2     | Alexei Urmanow          | Russland               | 03,0   | 1,0 | 2,0 |
| 3     | Jewgeni Pljuschtschenko | Russland               | 04,5   | 1,5 | 3,0 |
| 4     | Michael Weiss           | Vereinigte Staaten     | 06,5   | 2,5 | 4,0 |
| 5     | Timothy Goebel          | Vereinigte Staaten     | 08,0   | 3,0 | 5,0 |
| 6     | Takeshi Honda           | Japan                  | 09,0   | 2,0 | 7,0 |
| 7     | Jewhen Pleuta           | Ukraine                | 09,5   | 3,5 | 6,0 |
| 8     | Li Yunfei               | Volksrepublik China    | 12,5   | 4,5 | 8,0 |
| 9     | Steven Cousins          | Vereinigtes Königreich | 12,5   | 3,5 | 9,0 |

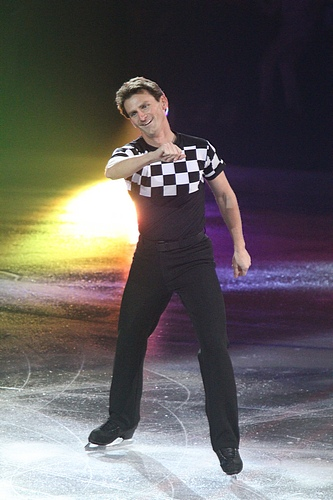
Der Sieger des Wettbewerbs Todd Eldredge

Datum: Mittwoch, 29. Juli 1998 (Kurzprogramm = KP) und Freitag, 31. Juli 1998 (Kür = K)

## Damen
| Platz | Name                  | Nation             | Punkte | KP  | K   |
| ----- | --------------------- | ------------------ | ------ | --- | --- |
| 1     | Michelle Kwan         | Vereinigte Staaten | 01,5   | 0,5 | 1,0 |
| 2     | Marija Butyrskaja     | Russland           | 03,0   | 1,0 | 2,0 |
| 3     | Wiktorija Woltschkowa | Russland           | 05,5   | 1,5 | 4,0 |
| 4     | Angela Nikodinov      | Vereinigte Staaten | 06,0   | 3,0 | 3,0 |
| 5     | Irina Sluzkaja        | Russland           | 07,5   | 2,5 | 5,0 |
| 6     | Laetitia Hubert       | Frankreich         | 08,0   | 2,0 | 6,0 |
| 7     | Jelena Sokolowa       | Russland           | 11,0   | 4,0 | 7,0 |
| 8     | Anna Rechnio          | Polen              | 11,5   | 3,5 | 8,0 |

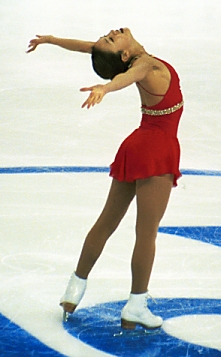
Bei den Damen war Michelle Kwan erfolgreich

Datum: Donnerstag, 30. Juli 1998 (Kurzprogramm = KP) und Samstag, 1. August 1998 (Kür = K)

## Paare
| Platz | Name                                    | Nation              | Punkte | KP  | K   |
| ----- | --------------------------------------- | ------------------- | ------ | --- | --- |
| 1     | Jelena Bereschnaja / Anton Sicharulidse | Russland            | 01,5   | 0,5 | 1,0 |
| 2     | Oxana Kasakowa / Artur Dmitrijew        | Russland            | 03,0   | 1,0 | 2,0 |
| 3     | Dorota Zagórska / Mariusz Siudek        | Polen               | 05,0   | 2,0 | 3,0 |
| 4     | Shen Xue / Zhao Hongbo                  | Volksrepublik China | 05,5   | 1,5 | 4,0 |
| 5     | Kristy Sargeant / Kris Wirtz            | Kanada              | 08,0   | 3,0 | 5,0 |
| 6     | Sarah Abitbol / Stéphane Bernadis       | Frankreich          | 08,5   | 2,5 | 6,0 |
| 7     | Tiffany Stiegler / Johnnie Stiegler     | Vereinigte Staaten  | 10,5   | 3,5 | 7,0 |

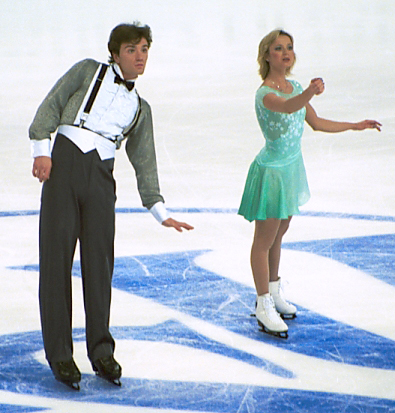
Die Erstplatzierten Bereschnaja und Sicharulidse

Datum: Mittwoch, 29. Juli 1998 (Kurzprogramm = KP) und Freitag, 31. Juli 1998 (Kür = K)

## Eistanz
| Platz | Name                                  | Nation             | Punkte | PT  | OT  | K   |
| ----- | ------------------------------------- | ------------------ | ------ | --- | --- | --- |
| 1     | Anschelika Krylowa / Oleg Owsjannikow | Russland           | 2,0    | 0,4 | 0,6 | 1,0 |
| 2     | Irina Lobatschowa / Ilja Awerbuch     | Russland           | 4,0    | 0,8 | 1,2 | 2,0 |
| 3     | Elena Hruschyna / Ruslan Hontscharow  | Ukraine            | 6,0    | 1,2 | 1,8 | 3,0 |
| 4     | Jessica Joseph / Charles Butler       | Vereinigte Staaten | 8,0    | 1,6 | 2,4 | 4,0 |

Datum: Mittwoch, 29. Juli 1998 (Pflichttanz = PT), Donnerstag, 30. Juli 1998 (Originaltanz = OT) und Samstag, 1. August 1998 (Kür = K)